# Саратовский трамвай
Саратовский трамвай — один из основных видов городского общественного транспорта в Саратове и одна из старейших трамвайных систем России (действует с 1908 года как электрический трамвай и с 1887 года как конка).
По состоянию на май 2025 года в Саратове действуют 4 трамвайных маршрута. Перевозки осуществляются вагонами производства Усть-Катавского вагоностроительного завода. Большинство парка составляют вагоны 71-605 (КТМ-5М3). На декабрь 2016 года эксплуатировались 211 вагонов различных типов, к январю 2021 осталось 187 пассажирских вагонов.

## История
История саратовского трамвая начинается с открытия концессионерами в 1887 году городской конно-железной дороги. В 1907 году конка была передана бельгийскому анонимному акционерному обществу для устройства в Саратове электрического трамвая и освещения, и первый электрический трамвай вышел на линию в 1908 году. В 1918 году трамвай был национализирован советской властью, после перехода к рыночной экономике управляется муниципальным унитарным предприятием «Саратовгорэлектротранс».
С 1887 по 1916 годы шло планомерное развитие трамвайной сети в центре города и строительство Дачной линии в пригород и на Кумысную поляну. С 1926 года в связи с индустриализацией и освоением Заводского района строились вылетные линии в этот район к промышленным предприятиям (нефтеперегонный завод «Крекинг», завод сложных молотилок, зуборезных станков, подшипников, щелочных аккумуляторов и т.п.). После второй мировой войны трамвайная сеть в центре была значительно сокращена с заменой на троллейбус, но вылетные линии удвоены, начались закупки более вместительного подвижного состава (четырёхосные вагоны МТВ-82, ЛМ-57) .
Бывшая Дачная линия, вдоль которой разместились эвакуированные в годы войны заводы и их жилые посёлки, к концу 60-х годов была оборудована в скоростную, для чего закуплены вагоны ЛМ-68, уложен бесстыковый путь. Для разгрузки единственного трамвайного депо к 1970 году построено второе в Заводском районе. После появления вагонов КТМ-5М3 все двухосные вагоны (Х, КТМ-1, КТМ-2) были скоро заменены ими. В связи со строительством нового крупного спального микрорайона на севере (посёлок «Солнечный») к 1984 году построено третье трамвайное депо в Ленинском районе.
В 1997 году трамвайная система получает сокрушительный удар в связи с ликвидацией старейшей линии по ул. Чапаева, Чернышевского, Орджоникидзе и закрытием маршрутов № 1 и 15. Количество вагонов на предприятии и выпуск на линию падают, в 2001 году закрывается депо № 3, в 2011 — маршрут № 12, в 2013 — линия по ул. Кутякова, в связи с чем перенаправлен и потерял пассажиропоток маршрут № 11. Из-за скопления маршрутов на оставшихся немногих линиях учащаются простои, которые после ликвидации сети невозможно объехать. Закрытие многих промышленных предприятий, на которое трамвай своевременно не отреагировал, привело к тому, что некогда важные маршруты (№ 2, 5, 7, 8) совершенно лишились пассажиропотока и выручки. Предприятие вынуждено работать по планово убыточному тарифу, много лет ему не компенсировали перевозки льготных категорий граждан.
Несмотря на упадок системы, генеральный план и комплексный план развития транспортной инфраструктуры Саратова по-прежнему считают электротранспорт вообще и трамвай в частности основным городским общественным транспортом, в генплане отражено восстановление снятых линий в центре города и строительство новых. Линию 3-го трамвайного маршрута планируется вновь модернизировать в скоростную.
В мае 2023 года началось строительство скоростной линии трамвая по маршруту № 9, в июле — по маршрутам № 6 и 8. В связи с этим были закрыты маршруты, имеющие с ними общий участок: в августе — № 4 и 10, в октябре — № 5. В январе 2024 года договор с подрядчиком ООО «Фракджет-строй», занимавшимся реконструкцией маршрута № 9, расторгнут.
С 1 апреля 2024 года для производства 3-го этапа реконструкции трамвайного маршрута № 8 были остановлены маршруты № 2 и 7.
17 декабря 2024 был успешно проведен пробный пуск «Львенка» по небольшому участку реконструированных путей между Заводским трамвайным депо и конечной маршрута № 9 «1-й Просяной проезд».
10 марта 2025 года для реконструкции закрыт трамвайный маршрут № 3. Таким образом, в городе действует единственный трамвайный маршрут № 11.
1 мая 2025 года открыто движение по маршрутам № 8, 9 и 10.

## Маршруты
| Действующие маршруты                              |                                                        |                                                        | | |
| №                                                 | Маршрут                                                | Длина (км)                                             | Примечание | Примечание |
| 3                                                 | Мирный переулок — ЦКР (через Кировское депо)           | 3,0                                                    | До начала реконструкции в 2025 году ходил по маршруту 6-я Дачная — Мирный переулок                                                                                   | До начала реконструкции в 2025 году ходил по маршруту 6-я Дачная — Мирный переулок                                                                                   |
| 4                                                 | 6-я Дачная — 10-я Дачная                               | 4,2                                                    | С 14 августа 2023 года по 1 июля 2025 года маршрут был закрыт в связи с реконструкцией маршрута №6                                                                   | С 14 августа 2023 года по 1 июля 2025 года маршрут был закрыт в связи с реконструкцией маршрута №6                                                                   |
| 6                                                 | 6-я Дачная — Школа № 52                                | 4,6                                                    | С 7 июля 2023 по 1 июля 2025 года маршрут был закрыт на реконструкцию                                                                                                | С 7 июля 2023 по 1 июля 2025 года маршрут был закрыт на реконструкцию                                                                                                |
| 7                                                 | ООО «Саратоворгсинтез» — площадь Орджоникидзе          | 8,4                                                    | С 1 апреля 2024 по 1 июля 2025 года был закрыт в связи с реконструкцией 8 маршрута и тяговой подстанции на пр. Энтузиастов. Открыт по расписанию.                    | С 1 апреля 2024 по 1 июля 2025 года был закрыт в связи с реконструкцией 8 маршрута и тяговой подстанции на пр. Энтузиастов. Открыт по расписанию.                    |
| 8                                                 | Площадь Орджоникидзе — Комсомольский посёлок           | 6,8                                                    | С 15 июля 2023 года по 1 мая 2025 года маршрут был закрыт на реконструкцию                                                                                           | С 15 июля 2023 года по 1 мая 2025 года маршрут был закрыт на реконструкцию                                                                                           |
| 9                                                 | Детский парк — 1-й Просяной проезд                     | 7,7                                                    | С 25 мая 2023 года по 1 мая 2025 года маршрут был закрыт на реконструкцию. До завершения реконструкции маршрута №3, трамвай будет ходить до остановки «Детский парк» | С 25 мая 2023 года по 1 мая 2025 года маршрут был закрыт на реконструкцию. До завершения реконструкции маршрута №3, трамвай будет ходить до остановки «Детский парк» |
| 10                                                | Мирный переулок — Октябрьский посёлок                  | 5,4                                                    | С 15 августа 2023 года по 1 мая 2025 года маршрут был закрыт на реконструкцию                                                                                        | С 15 августа 2023 года по 1 мая 2025 года маршрут был закрыт на реконструкцию                                                                                        |
| 11                                                | Геологический колледж (6-й квартал) — Мирный переулок  | 11,0                                                   | | |
| Закрыты в связи с реконструкцией в 2023—2025 году |                                                        |                                                        | | |
| №                                                 | Маршрут                                                | Маршрут                                                | закрыт | Планируемое открытие |
| 5                                                 | Комсомольский поселок — ООО «Саратоворгсинтез»         | Комсомольский поселок — ООО «Саратоворгсинтез»         | 10 октября 2023 | Нет данных |
| 2                                                 | Площадь Орджоникидзе — Акмолинский проезд              | Площадь Орджоникидзе — Акмолинский проезд              | 1 апреля 2024 | Нет данных |
| 3                                                 | 6-я Дачная — Мирный переулок                           | 6-я Дачная — Мирный переулок                           | 10 марта 2025 | осень 2026 |
| Закрытые маршруты                                 |                                                        |                                                        | | |
| №                                                 | Маршрут на момент закрытия                             | Маршрут на момент закрытия                             | открыт | закрыт |
| 1                                                 | Пл. Орджоникидзе — Ул. Радищева                        | Пл. Орджоникидзе — Ул. Радищева                        | 11 декабря 1908 | 1 сентября 1997 |
| 3А                                                | 6-я Дачная — Ул. Радищева                              | 6-я Дачная — Ул. Радищева                              | 1997 | 2003 |
| 3/10                                              | 6-я Дачная — Октябрьский пос.                          | 6-я Дачная — Октябрьский пос.                          | 2006 | 2006 |
| 6                                                 | Подшипниковый завод — Управление ПривЖД (Музейная пл.) | Подшипниковый завод — Управление ПривЖД (Музейная пл.) | 1959 | 70-е? |
| 8—9                                               | Мирный переулок — Комсомольский пос.                   | Мирный переулок — Комсомольский пос.                   | 1 мая 2012 | 1 июня 2012 |
| 12                                                | Геологический колледж — ул. Радищева                   | Геологический колледж — ул. Радищева                   | 1932 | 5 сентября 2011 |
| 13                                                | Ж.-д. вокзал — пос. Затон                              | Ж.-д. вокзал — пос. Затон                              | 30 июля 1909 | 1968—1969 гг. |
| 14                                                | Ж.-д. вокзал — Музейная пл.                            | Ж.-д. вокзал — Музейная пл.                            | 30 октября 1908 | 1 февраля 1971 |
| 15                                                | Пл. Орджоникидзе — Ж.-д. вокзал                        | Пл. Орджоникидзе — Ж.-д. вокзал                        | 1937 | 1 сентября 1997 |

## Подвижной состав

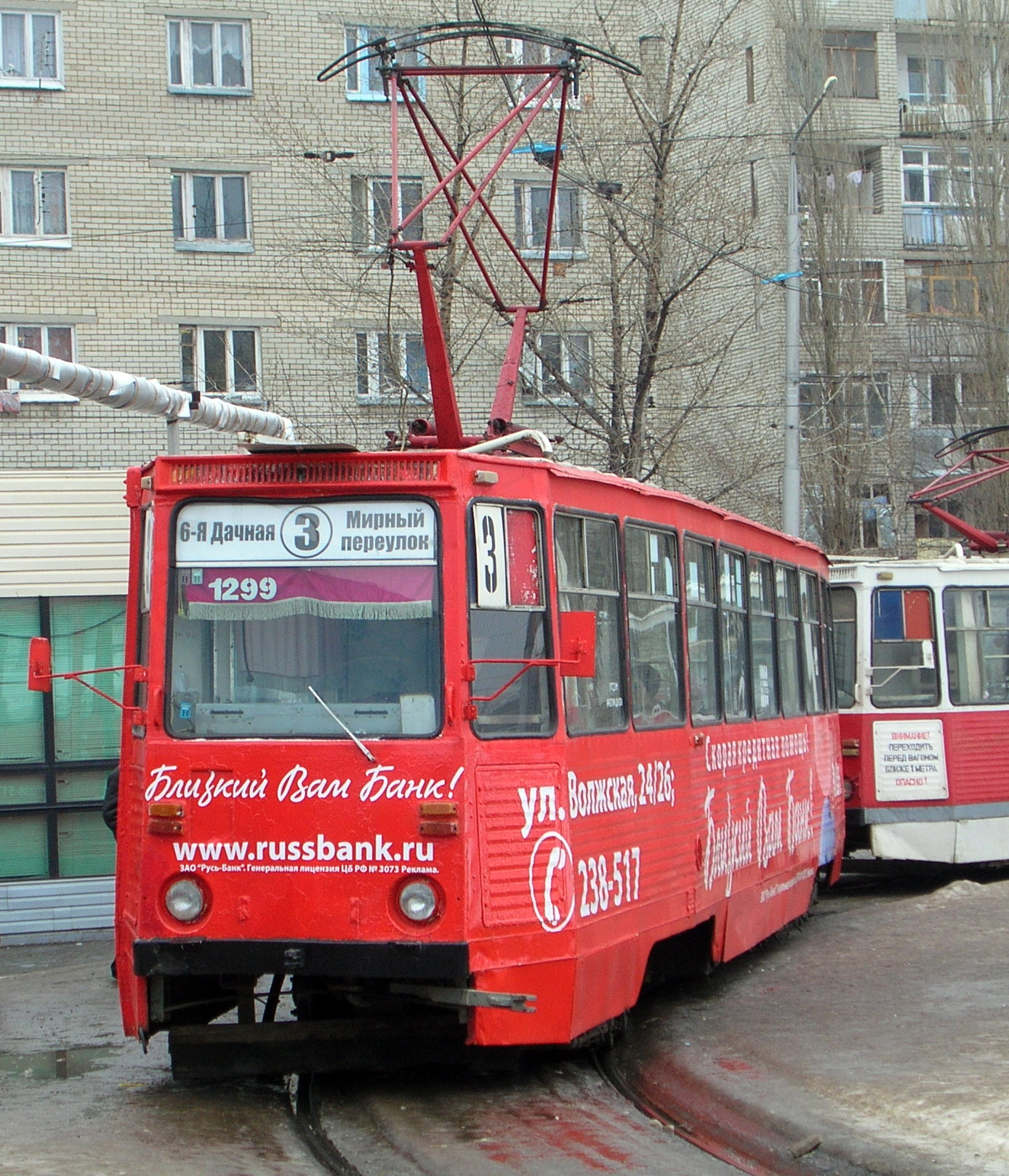
Трамвай на маршруте № 3 на конечной (6-я Дачная)

В качестве пассажирского подвижного состава в Саратове используются, главным образом, вагоны производства Усть-Катавского вагоностроительного завода. Количество пассажирских трамваев по состоянию на май 2025 года согласно базе СТТС составляло 165 вагонов, специальных — 22 вагон, музейный ходовой — 1, музейных неходовых — 2:
- 71-605 (КТМ-5) — 53 вагона (45 в Кировском депо и 8 в Заводском);
- 71-605А (КТМ-5А) — 11 вагонов (7 в Кировском депо и 4 в Заводском);
- 71-605РМ13 — 1 вагон (в Кировском депо);
- 71-608К (КТМ-8) — 9 вагонов (5 в Кировском депо и 4 в Заводском);
- 71-608КМ (КТМ-8М) — 6 вагонов (3 в Кировском депо и 3 в Заводском);
- 71-619КТ (КТМ-19КТ) — 20 вагонов (все в Кировском депо);
- 71-619А (КТМ-19А) — 1 вагон (в Кировском депо);
- МТТА — 29 вагонов (в Заводском депо, б/у из Москвы);
- МТТЕ — 1 вагон (в Заводском депо, б/у из Москвы).
- 71-923М «Богатырь» — 28 вагонов (все в Заводском депо);
- 71-911ЕМ «Львёнок»— 6 вагонов (5 в Кировском депо и 1 в Заводском).

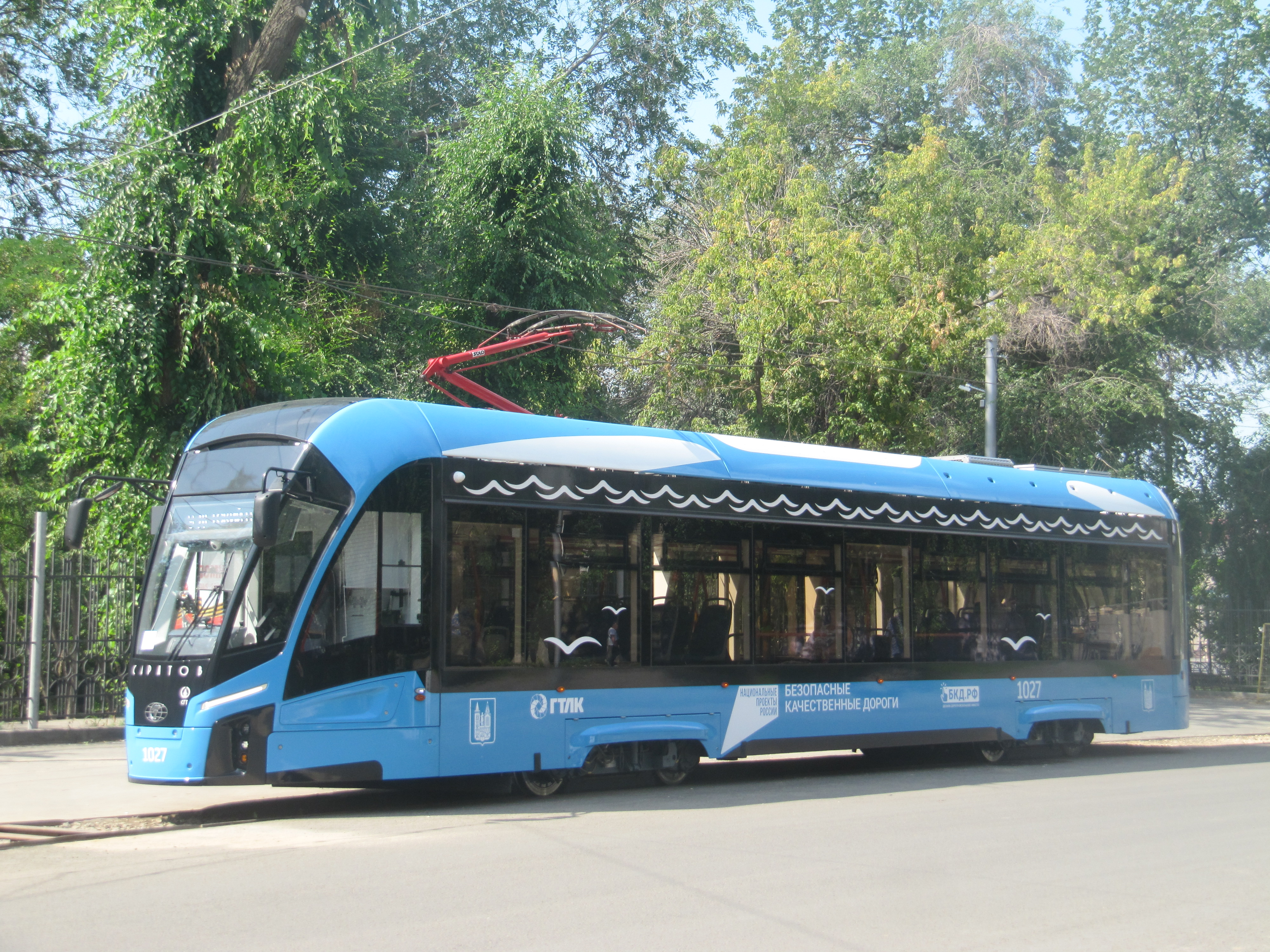
Трамвай на маршруте 9 возле Детского парка

В ноябре 2016 года в город поступили 22 вагона модели 71-608КМ, отставленных от работы с пассажирами в Москве и безвозмездно переданных Саратову. После прохождения ремонта 1 вагон (2296) работал в системе Заводского депо, 7 вагонов в Кировском депо, два сцеплены в СМЕ и работали на 3 маршруте, 2 — одиночками, 5 — простаивали. Таким образом, из 22 вагонов 71-608КМ переданных из Москвы, 15 вагонов, не подлежавших ремонту и восстановлению, были утилизированы, 8 так или иначе вышли на линию. Также переданный из Москвы вагон 71-617 получил бортовой номер 1330, но на линию не выходил, кузов разрезан в лом. На декабрь 2021 года, в работе оставались 3 вагона 71-608КМ, переданных из Москвы.
В сентябре 2020 года при финансовой поддержке «Сбербанка» был приобретён модернизированный вагон 71-605РМ13. 
В марте 2021 года, начались поставки модернизированных трамваев Tatra T3, работавших в Москве.
В феврале 2024 начались поставки новых трамваев моделей 71-923М и 71-911ЕМ. Всего было поставлено 34 трамвая.
Исторически с 1908 года в городе эксплуатировались двухосные вагоны завода «Ragheno», с 1926 — типа Х, после войны — КТМ-1, КТМ-2, МТВ-82, ЛМ-57, ЛМ-68. Короткое время эксплуатировались несколько поездов из вагонов «Gotha» трёх типов.

## Трамвайные депо

### Кировское трамвайное депо (c 1935 года)
До 1970 года обслуживало все трамвайные маршруты в городе, являясь единственным. До 1997 года — № 3, 4, 6, 9, 10, с 1997 года маршруты 9 и 10 переданы в Заводское депо, после закрытия в 2001 году Ленинского депо, маршруты № 11, 12 переведены в Кировское. После закрытия 12 маршрута в 2011 году обслуживает трамвайные маршруты № 3, 4, 6, 11.
При проектной мощности в 60 двухосных 10-метровых вагонов в 2016 году обслуживает 117 единиц подвижного состава, главным образом четырёхосных 15-метровых пассажирских вагонов, а помимо них в том числе 6 снегоуборочных, 1 крановую платформу и 1 ходовой музейный вагон.

### Заводское трамвайное депо (с 1970 года)
Выстроено к 1970 году, первоначально было укомплектовано вагонами МТВ-82, затем КТМ-5М3 и КТМ-71-608КМ. До 1997 года обслуживало маршруты №№ 1, 2, 5, 7, 8 и 15, после закрытия №№ 1 и 15 в сентябре 1997 обслуживает маршруты №№ 2, 5, 7, 8, 9 и 10.
Количество единиц подвижного состава на 1997 год — 110 пассажирских, 4 снегоочистителя и 1 спецвагон, на 2016 год — 100, в том числе 5 снегоуборочных, 1 крановая платформа и один спецвагон грузовой службы пути.

### Ленинское трамвайное депо (1984—2012)
Было введено в эксплуатацию в июне 1984 года для обслуживания 11 и 12-го маршрутов и на перспективу расширения трамвайной сети в Ленинском районе. При проектной мощности 150 четырёхосных 15-метровых вагонов обслуживало не более 91-го: 80 линейных и 11 специальных, на двух маршрутах: № 11 и 12. Обладало мощнейшей ремонтной базой, позволявшей производить ремонт любой сложности. В 2001 году депо было закрыто, вагоны переведены в Заводское и Кировское депо. До 2007 года осуществлялось движение на участке 11 маршрута от кольца у Геологического колледжа до депо, затем движение было закрыто, с 2010 года линия частично демонтирована. Прямые рельсы сняты и использованы для ремонта других линий, кривые остались лежать в земле. Также были разобраны веер и внутридеповские пути. В 2015 году снесены здания управления и мастерские, территория завалена остатками разобранных зданий. К 2016 году строительный мусор вывезен, территория застраивается жилыми домами.
К 100-летию рельсового пассажирского транспорта в административном здании Ленинского депо был открыт музей. На площади 215 м² выставлялись диорама, макет конки в натуральную величину, макеты трамваев и троллейбусов, форменная одежда разных лет, документы и фотографии. После закрытия депо музей пострадал от вандализма, в середине 2010-х остатки экспозиции и фондов вывезены в Заводское трамвайное депо, где находятся на хранении, недоступные для посетителей.

### Вагоноремонтные мастерские (с 1887 года)
Расположены в комплексе зданий, являющихся объектом культурного наследия регионального значения «Ансамбль зданий Бельгийского общества трамваев, 1887 г., 1908 г., (8 зданий), арх. Ю. Н. Терликов, М. Г. Зацепин», восходящем к эпохе конки. В вагоноремонтных мастерских базируются спецвагоны: вышки контактной сети ВВ-2 и ВВ-3, вагоны грузовой службы пути ГСП-13—ГСП-15 и рельсотранспортёры РТ-3, РТ-4 (хотя в каждый отдельный момент времени ГСП и РТ могут находиться и в других депо).

## Фотографии

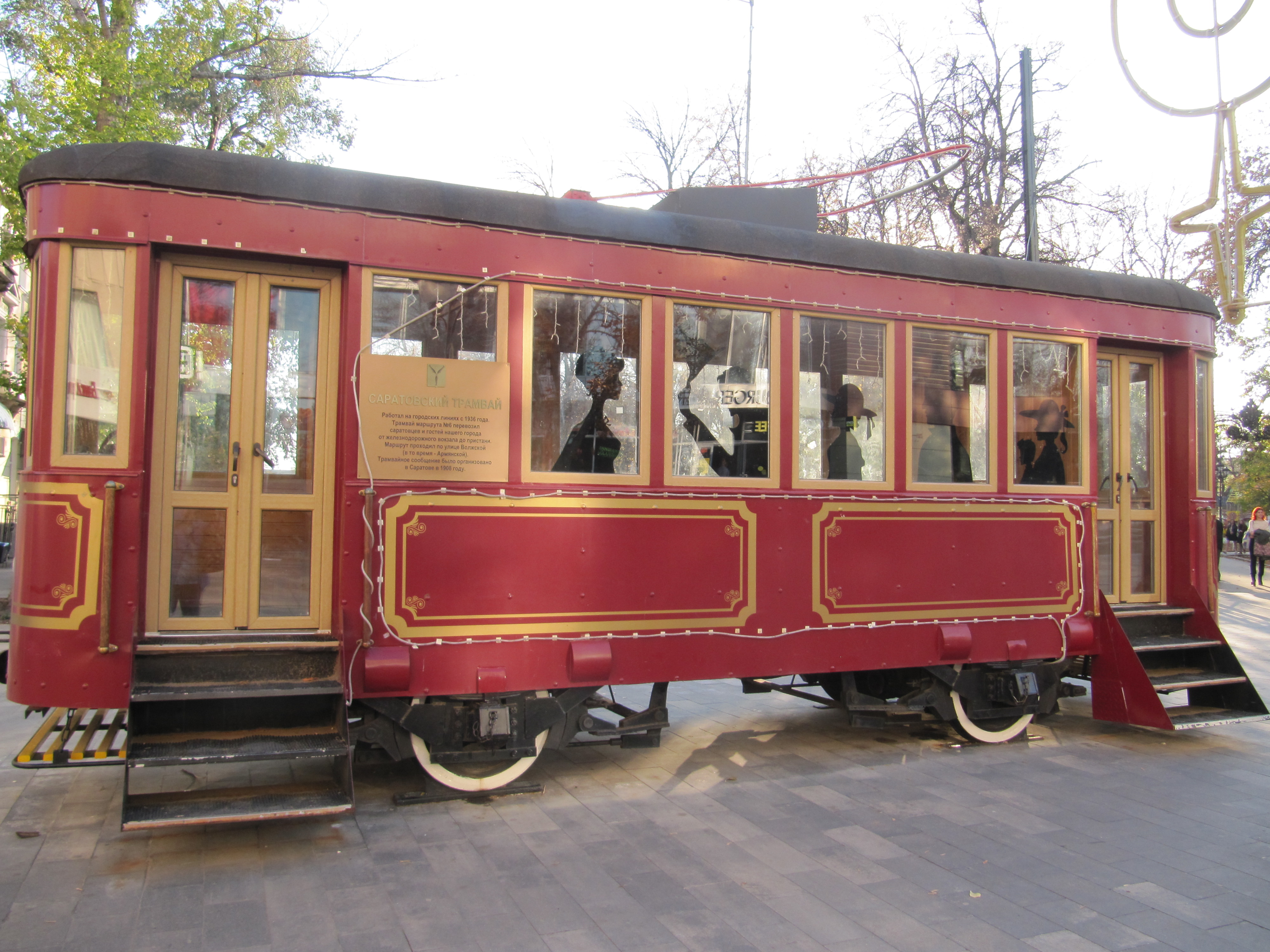
Макет старого вагона на ул. Волжская, сделанный в трамуправлении на шасси послевоенного снегочиста.
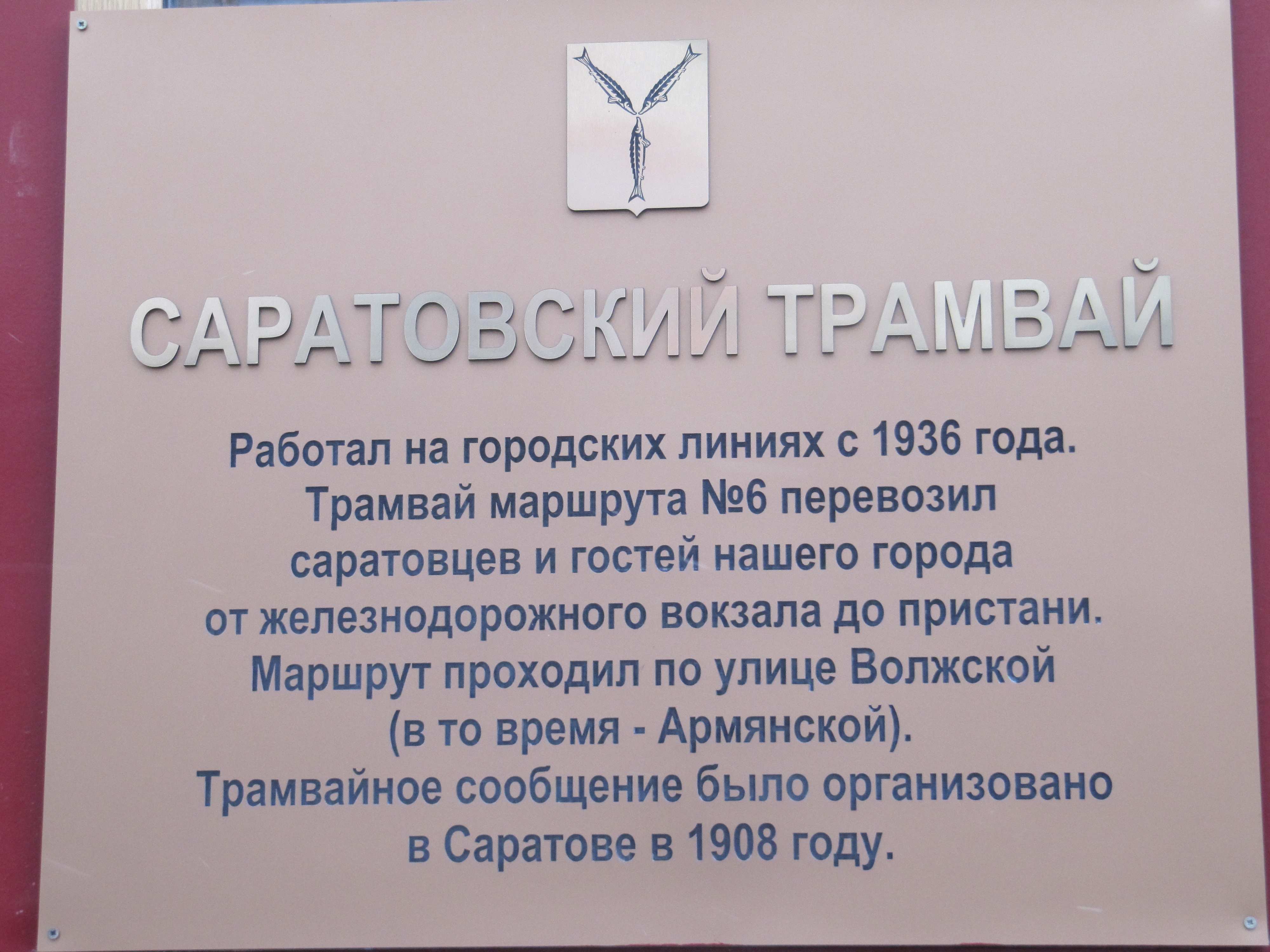
Табличка на макете, информация о вагоне не соответствует действительности, о маршруте - соответствует.
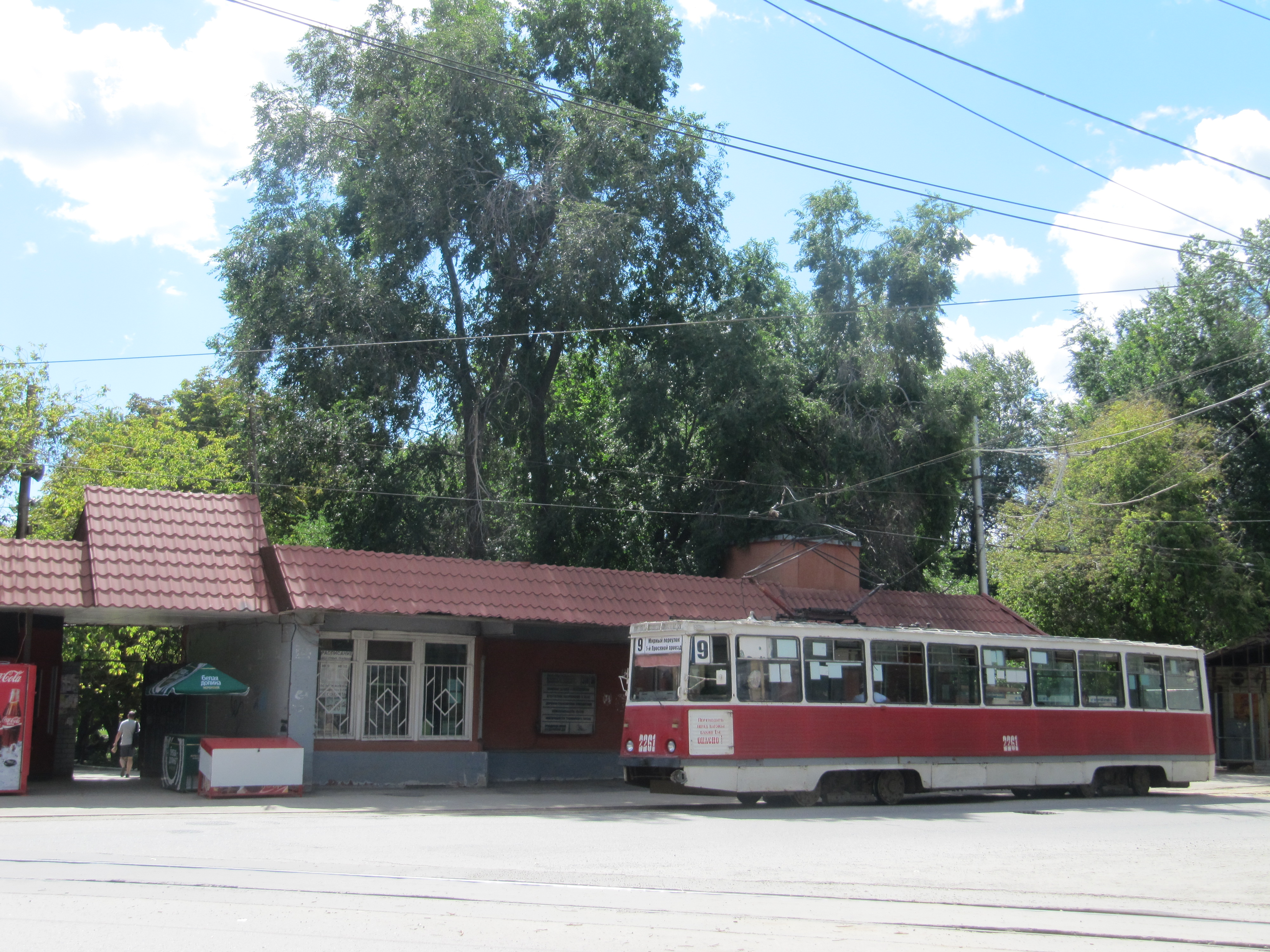
Трамвай №9 у входа в Детский парк

## Стоимость проезда
- С сентября 2000 — 2,5 рубля[59].
- С апреля 2002 — 3 рубля[59] (+20%).
- С 1 февраля 2006 — 5 рублей[60] (+66%).
- С марта 2007 — 7 рублей[61] (+40%).
- C 1 ноября 2010 — 10 рублей[60] (+43%).
- С 1 августа 2012 — 12 рублей[62] (+20%).
- С 1 октября 2014 — 15 рублей[63] (+25%).
- С 1 декабря 2015 — 17 рублей[64] (+13%).
- С 1 августа 2018 — 23 рубля (наличными), 21 рубль (банковскими картами)[65] (+30%).
- С 1 мая 2022 — 29 рублей (наличными), 25 рублей (банковскими картами)[66] (+21%).
- С 1 января 2023 — 30 рублей (наличными), 27 рублей (банковскими картами)[4] (+7,5% в среднем).